# Classified
Classified, właściwie Luke Boyd (ur. 13 grudnia 1977 w Enfield) – kanadyjski raper i producent muzyczny, a także realizator nagrań i inżynier dźwięku. Założyciel i właściciel niezależnej wytwórni płytowej Halflife Records.

## Dyskografia

### Albumy solowe
- Time's Up, Kid – 1995
- One Shot – 1996
- What Happened – 1996
- Information – 1997
- Now Whut! – 1998
- Touch of Class – 1999
- Unpredictable – 2000
- Union Dues – 2001
- Trial & Error – 2003
- Boy-Cott-In the Industry – 2005
- Hitch Hikin' Music – 2006
- While You Were Sleeping – 2007
- Self Explanatory – 2009
- Handshakes and Middle Fingers – 2011
- Classified – 2013
- Greatful – 2016